# International Society of Travel Medicine
Pour les articles homonymes, voir ISTM.
L'International Society of Travel Medicine  (Société internationale de médecine du voyage) (ISTM) est une société internationale de médecins, d'infirmières, de pharmaciens, épidémiologistes et autres professionnels de la santé fondée en 1991 pour se consacrer à l'avancement de la médecine en lien avec le voyage. L'organisme favorise la recherche, facilite l'échange rapide d'informations et fournit des programmes éducatifs pour servir la communauté de la médecine du voyage. Elle fait la promotion du développement et de l'évaluation des interventions sûres, efficaces, préventives et curatives pour les patients avant, durant et après le voyage. 

## Historique
Une première conférence internationale eut lieu en 1988, à Zurich, réunissant près de 500 professionnels de la médecine du voyage. C'est lors de la seconde conférence internationale en 1991, tenue à Atlanta, que fut fondée cette organisation qui réunit 3500 membres dans près de 90 pays.

## Conférences
Tous le deux ans, l'International Society of Travel Medicine présente des conférences, en alternance en Europe et Amérique du Nord.
- Washington, district de Columbia, États-Unis (2019)
- Barcelone, Espagne (2017)
- Québec, Canada (2015)
- Maastricht, Pays-Bas (3013)
- Boston, États-Unis (2011)
- Budapest, Hongrie (2009)
- Vancouver, Canada (2007)
- Lisbonne, Portugal (2005)
- New York, États-Unis (2003)
- Innsbruck, Autriche (2001)
- Montréal, Canada (1999)
- Genève, Suisse (1997)
- Acapulco, Mexique (1995)
- Paris, France (1993)
- Atlanta, États-Unis d'Amérique (1991)
- Zurich, Suisse (1988)